# Nakatajima-Sanddünen

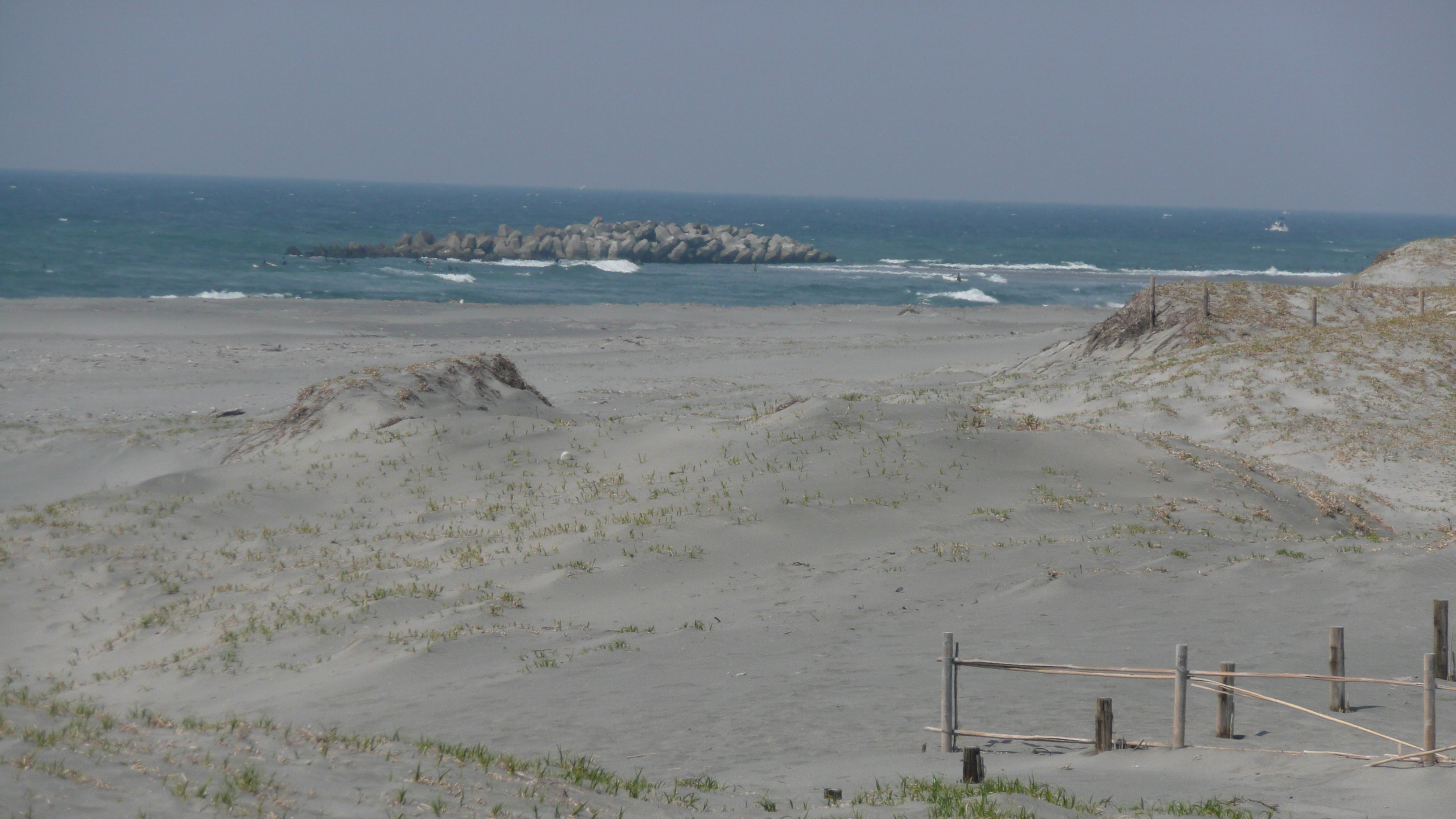
Nakatajima-Sanddünen im Süden von Hamamatsu

Die Nakatajima-Sanddünen (jap. 中田島砂丘, Nakatajima-sakyū) befinden sich im Ortsteil Nakatajima im Süden der japanischen Stadt Hamamatsu in der Präfektur Shizuoka. Entlang der Küste am Pazifischen Ozean erstrecken sie sich in Ost-West-Richtung auf einer Länge von 4 km mit einer Breite von 600 Metern in Nord-Süd-Richtung. Den Sandstrand Kujūkuri-hama (九十九里浜) in der Präfektur Chiba außer Acht gelassen, stellen sie nach den größten Sanddünen bei Tottori in der Präfektur Tottori das zweitgrößte Sanddünen-Gebiet in Japan dar.
Die Dünen sind durch sedimentäre Ablagerungen entstanden, die der Fluss Tenryū von den südlichen japanischen Alpen in den Pazifik bringt. Meeresströmungen und starker Wind tragen dazu bei, den Sand vom Meeresboden an das Ufer zu schwemmen, wo der Wind ständig dessen Form ändert.
Die Dünen existieren seit Tausenden von Jahren, aber das Gebiet der Dünen verkleinert sich durch den Bau zahlreicher Staudämme im Tenryū zur Energieerzeugung und Bewässerung. Beton-Barrieren zum Schutz der Küste vor Tsunamis und Taifunen behindern die Strömungen, die den Sand bringen. In den vergangenen 40 Jahren hat sich so die Uferlinie um 200 Meter zurückgezogen.
In den zurückliegenden Jahren hat die Präfekturverwaltung von Shizuoka Maßnahmen ergriffen, um die Schrumpfung der Dünen zu stoppen. So wurde ein Verbot der kommerziellen Sandgewinnung erlassen, neuer Sand eingebracht, und vordringende Grasflächen entfernt. Die Nachhaltigkeit dieser Maßnahmen zum Schutz der Dünen ist noch unklar.
Die Nakatajima-Sanddünen sind ein beliebter Ort, um den ersten Sonnenaufgang des Jahres zu beobachten.
Vom 3. bis 5. Mai sind die Dünen der Standort für das Hamamatsu-Festival, das das traditionelle japanische Drachensteigen einschließt.
Im Sommer kommen Unechten Karettschildkröten an Land, um ihre Eier am Strand abzulegen. Diese werden dann eingesammelt und in einen geschützten Inkubationsbereich gebracht. Wenn die Jungtiere geschlüpft sind, verlassen sie diese Schutzzone und begeben sich in die Kuroshio-Meeresströmung des Pazifischen Ozeans.

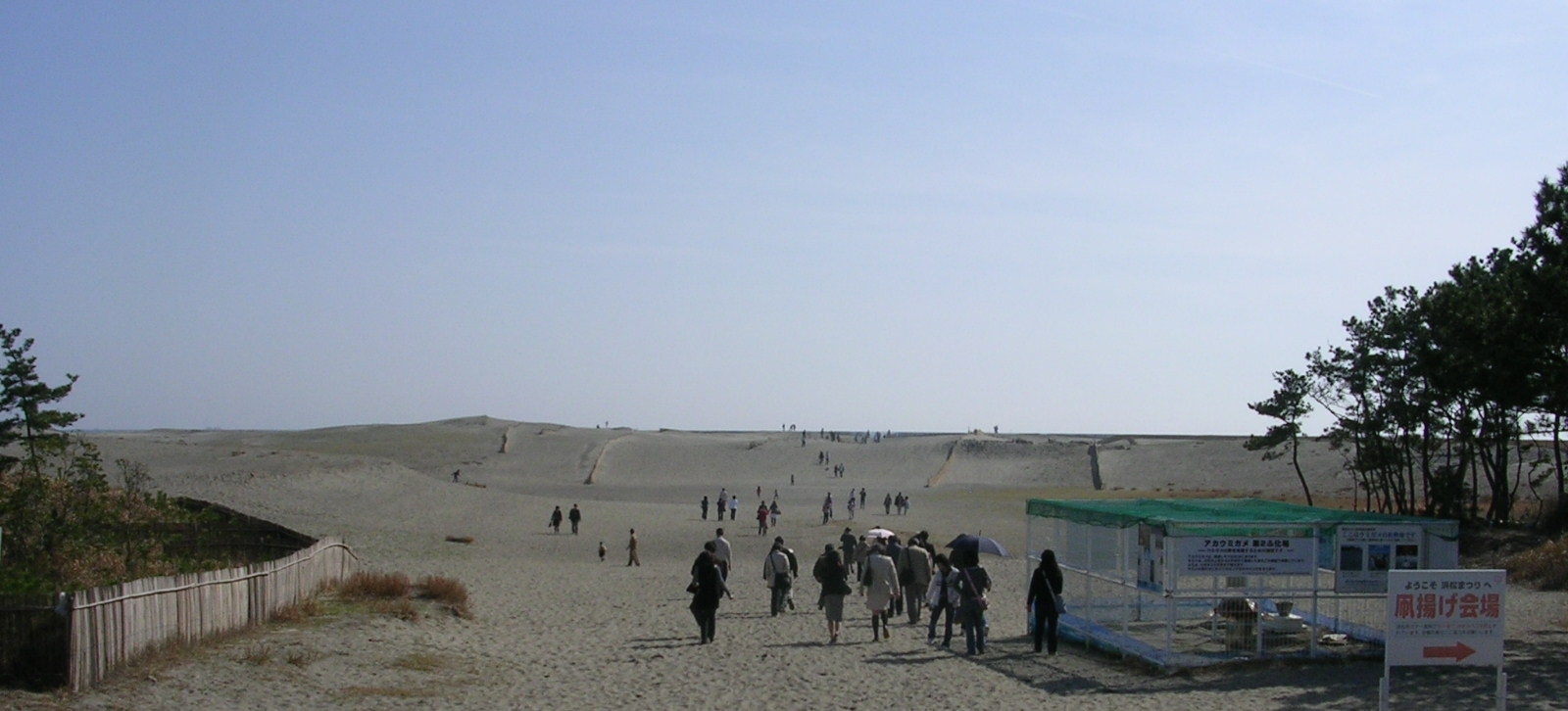
Zugang zu den Dünen
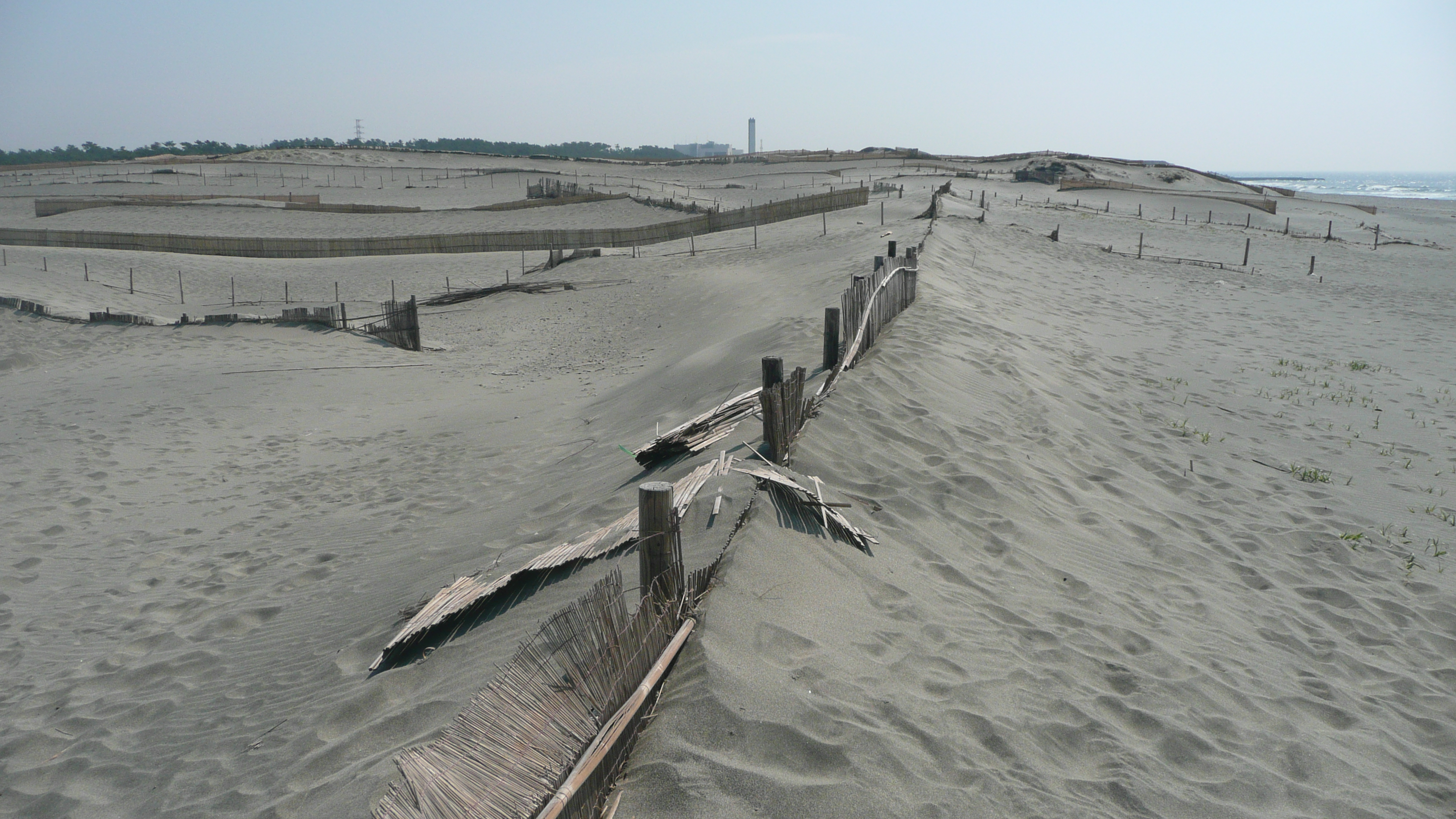
Befestigung der Sanddünen
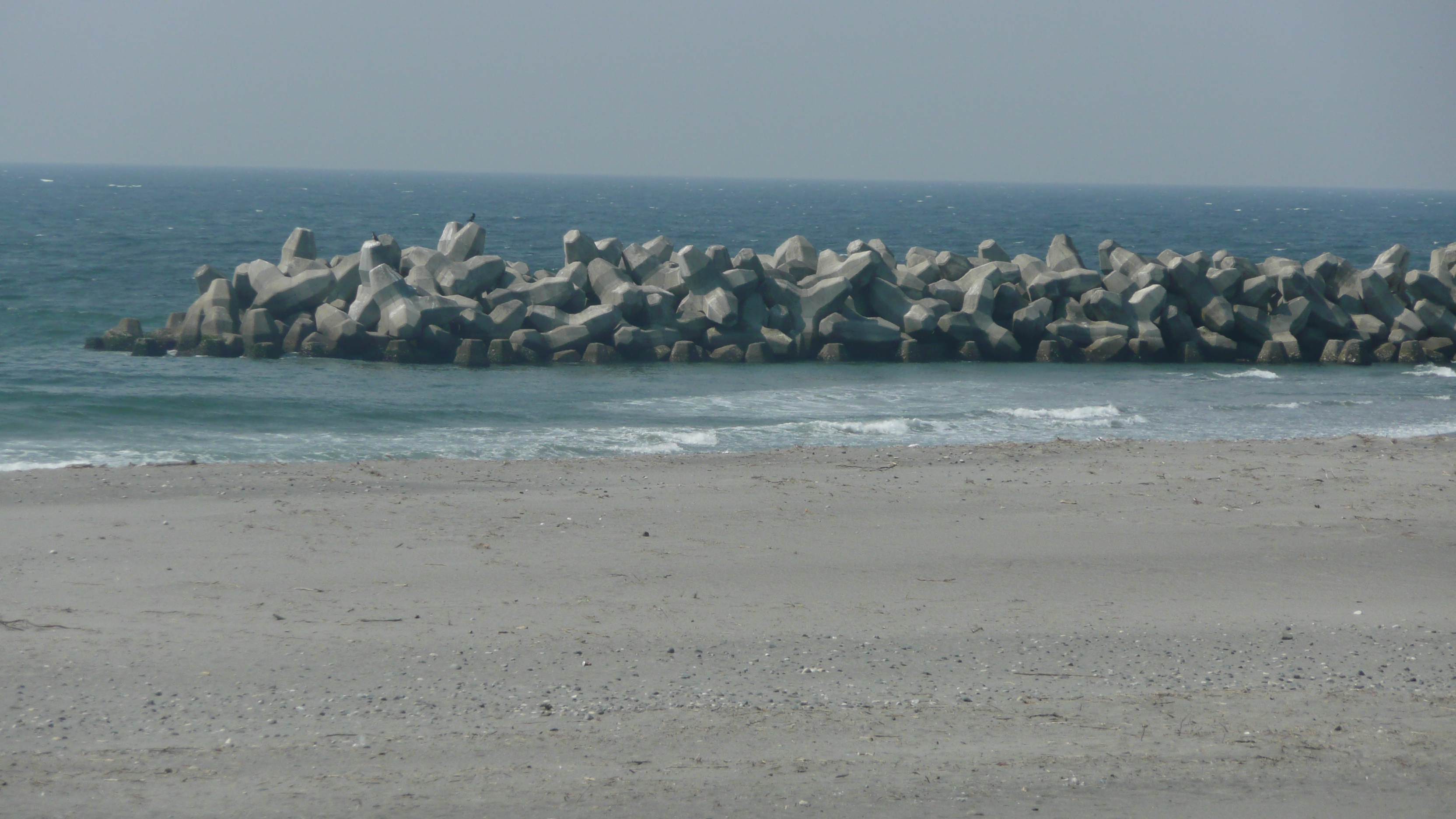
Beton-Barriere zum Küstenschutz
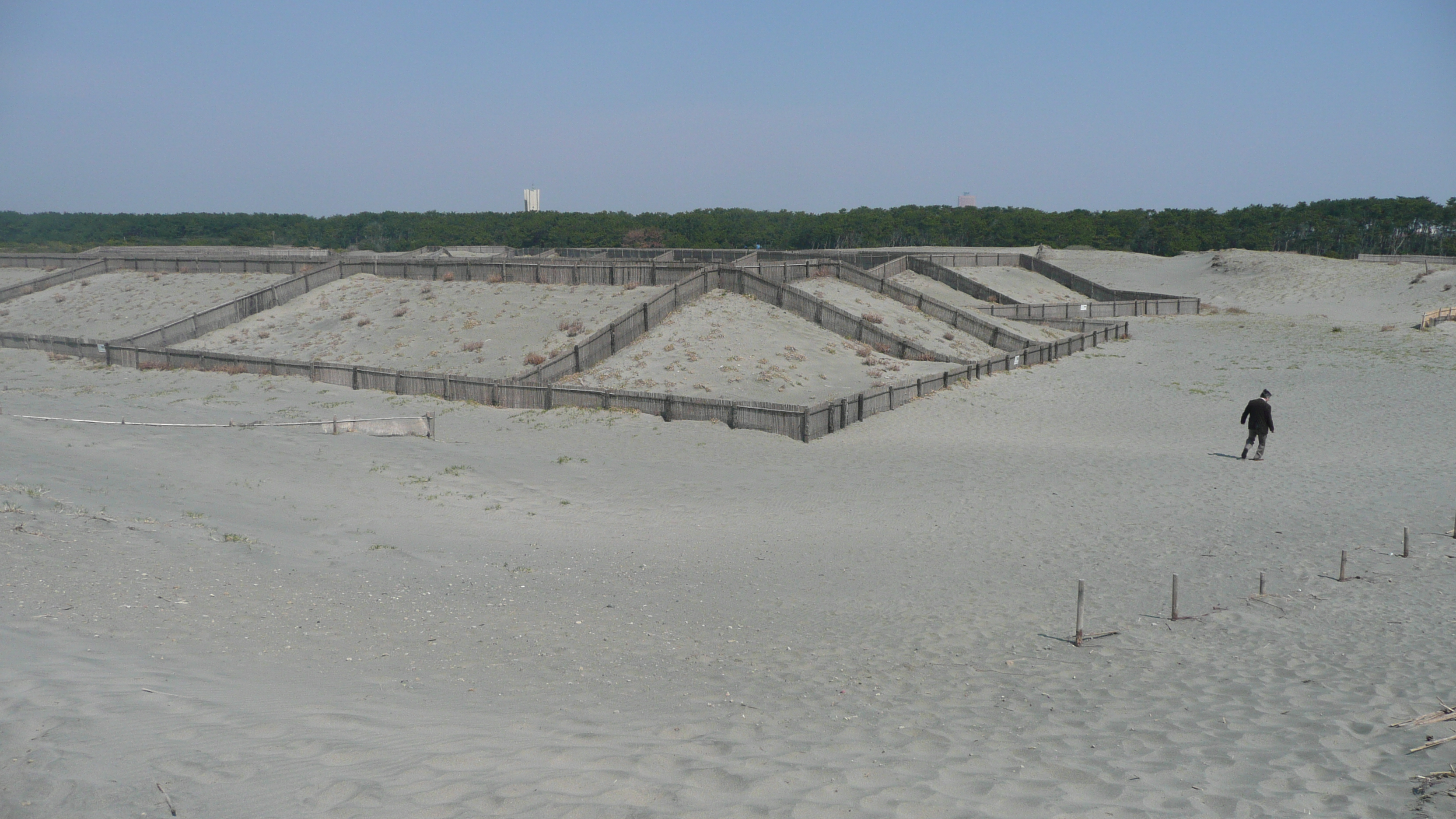
Nakatajima-Sanddünen